# 아위 (가수)

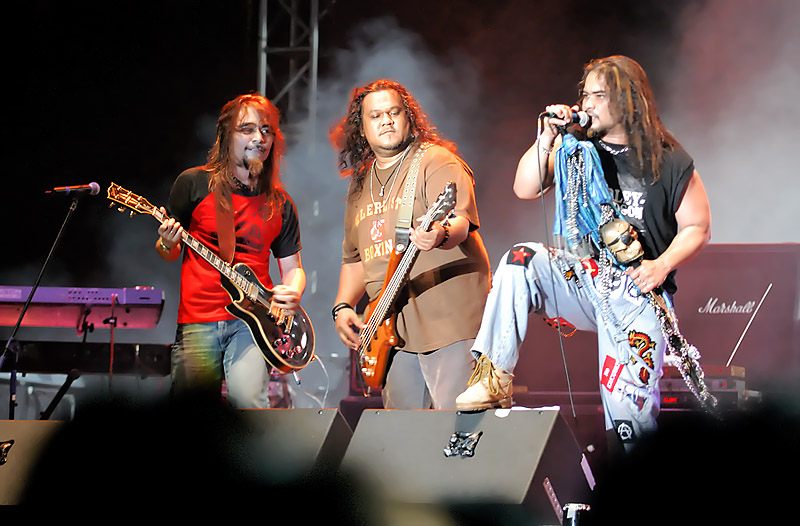

아위(말레이어: Awie), 또는 아위에는 말레이시아의 락 가수, 배우이다. 본명은 아흐마드 아즈하르 빈 오스만(Ahmad Azhar bin Othman)이다.

## 어린 시절
1968년 11월 24일 슬랑오르 주 름바흐크라맛에서 오스만 빈 마아로프와 아지자흐 빈테 압둘 하미드의 아들로 태어났다. 3명의 여자형제와 2명의 남자형제가 있는데 하나씩 죽었다. 어린 시절 만성 소모증(chronic hypotrichosis)을 겪었다.

## 활동
1986년 쿠알라룸푸르에서 락 밴드 윙즈(Wings)의 리드보컬로 데뷔했으며, 멤버인 블랙(드럼), 샴(기타), 에디(베이스)와 함께 했다. 데뷔 앨범은 <Belenggu Irama>였다. 후작인 <Hukum Karma>의 싱글 <Misteri Mimpi Syakilla>, <Taman Rashidah Utama>로 큰 인기를 얻었다. 그 후 앨범 <Teori Domino>, <Jerangkung Dalam Almari>, <Bazooka Penaka>를 발매했다. M. 나시르가 몇몇 히트곡들을 작곡했다.
1994년 그룹 매니저인 밥 록만과 다툼을 겪은 후 윙즈를 탈퇴했으며, 이후 한동안 솔로 활동을 추구했다. 솔로로 활동하면서 앨범 <Satu>, <Otak>, <Awie Unplugged>, <Awie>, <Santai>를 냈다. 한편 그를 대신에 윙즈 멤버로 활동한 무스와 멜이 큰 히트를 치지 못하자, 2002년 윙즈에 복귀했다. 윙즈는 지금도 활동하고 있다. 최근에 <Wings Alive 2006>, <Wings Live In KL 1991> 등의 라이브 콘서트를 했다. 그 위에 인도네시아 최고의 밴드로 일컬어지는 사무드라 아스타나(Samudera Astana)의 일원으로 참여한 적이 있다.
아위는 가수뿐 아니라 배우로도 활동하고 있다. 1992년 영화 <Pemburu Bayang>으로 배우 활동을 시작했으며, 유명한 영화 <Bara>, <Sembilu> 등에도 출연했다. 최근 아위는 코미디 역할에 초점을 두고 있다.

## 개인 생활
영화 <Sembilu>의 주연이었던 에라 파지라와 약혼했으나, 부정이 문제가 되어 틀어졌다.
몇달 뒤 영화 <Nafas Cinta>의 주연 아르니 나지라와 호텔에서 교제하던 중 몇몇 이슬람법 집행자들에 의해 구속되었다. 둘은 결혼했으며 슬하에 2녀를 두었다. 하지만 아위가 태국 남부에서 로자나 미스분과 비밀리에 결혼한 사실이 밝혀지면서 아르니와의 관계가 틀어졌고, 2006년 10월 둘은 이혼했다.
2012년 초 아위는 자신이 흑마술(black magic)의 희생양이라고 밝혔다.